# Webszolgáltatás-leíró nyelv
A Webszolgáltatás leíró nyelv (angolul Web Services Description Language, röviden WSDL) webszolgáltatások leírására szolgáló XML formátum. Az 1.1-es verziót a World Wide Web Consortium (W3C) nem hagyta jóvá, a 2.0-s verzió viszont már egy ajánlás (hivatalos szabvány) a W3C jóváhagyásával.
A WSDL a webszolgáltatás nyilvános felületét írja le, beleértve a használható üzenetek formátumát. A támogatott műveletek és üzenetek először absztrakt módon vannak definiálva, majd ezek a definíciók vannak hozzákötve a tényleges hálózati protokollhoz és üzenetformátumhoz.
A WSDL-t általában SOAP-pal XSD-vel együtt használják, hogy webszolgáltatást nyújtsanak az interneten. Egy webszolgáltatáshoz kapcsolódó kliens-program (általában a szolgáltatás tényleges használatától függetlenül) le tudja kérni WSDL-t, hogy feltérképezze a rendelkezésre álló funkciókat a szerveren.
Egy WSDL-fájl további WSDL-fájlokat importálhat. Az üzenetekben használhatók a beépített XML-adattípusok, illetve egyedi, összetett adattípusok is definiálhatók XML Schema nyelven. Külső XSD-fájlok is importálhatók.

## A WSDL-fájl szerkezete

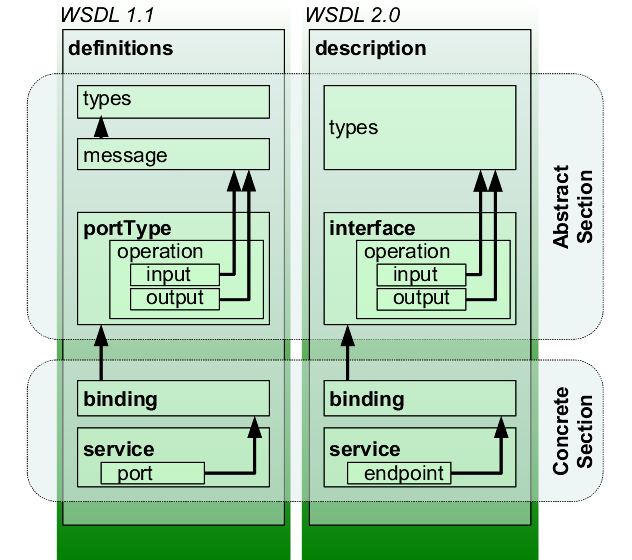
Különbségek a WSDL 1.1 illetve 2.0 struktúrájában

A WSDL 1.1 illetve 2.0 által használt XML-struktúra hasonló, de több lényeges helyen is eltér.
A különbségeket a bal oldali ábra és a lenti táblázat foglalja össze.

| WSDL 1.1 terminológia | WSDL 2.0 terminológia | Értelmezés |
| --------------------- | --------------------- | --- |
| service               | service               | Összefoglalja az elérhető szolgáltatásokat. Felsorolja a port/endpoint elemeket. Sokszor egy documentation elemet is tartalmaz, mely folyószöveges formában nyújt további információkat. |
| port                  | endpoint              | Megadja, hogy a szolgáltatás konkrétan milyen webcímen érhető el. Környezetfüggő beállítás. |
| binding               | binding               | Egy portType/interface átviteli beállításait adja meg. SOAP esetén megadható a SOAP binding style (RPC/Document) és a transport (SOAP Protocol). További beállítások minden művelethez külön-külön megadhatók (HTTP esetén például a HTTP metódus).                                                                        |
| portType              | interface             | Definiál egy webes szolgáltatást. Felsorolja, hogy a szolgáltatás milyen műveleteket (operation) használ. A műveletek definíciója a szolgáltatás definícióján belül felsorolva található. |
| operation             | operation             | Definiál egy műveletet, és hivatkozással megadja, hogy melyik üzenettípust (message) használja. Nagyjából megfeleltethető a hagyományos programnyelvekben használt függvényhívás műveletnek. |
| message               | n/a                   | Megad egy formátumot, melyet a műveletek használhatnak az adatok továbbítására. Több művelet is használhatja ugyanazt a formátumot. A message-hez mindig tartozik valamilyen (általában összetett egyedi) adattípus, ezért a WSDL 2.0-ban eltörölték a használatát, a műveleteknél közvetlenül az adattípust kell megadni. |
| types                 | types                 | Az egyedi adattípusokat definiálja XML Schema (XSD) nyelven. Külső XSD fájlok is importálhatók. |

## Példakód
```
<?xml version="1.0" encoding="UTF-8"?>

<description
 
xmlns=
"http://www.w3.org/ns/wsdl"
 

             
xmlns:tns=
"http://www.tmsws.com/wsdl20sample"
 

             
xmlns:whttp=
"http://schemas.xmlsoap.org/wsdl/http/"

             
xmlns:wsoap=
"http://schemas.xmlsoap.org/wsdl/soap/"

             
targetNamespace=
"http://www.tmsws.com/wsdl20sample"
>

<!-- Abstract type -->

   
<types>

      
<xs:schema
 
xmlns:xs=
"http://www.w3.org/2001/XMLSchema"

                
xmlns=
"http://www.tmsws.com/wsdl20sample"

                
targetNamespace=
"http://www.example.com/wsdl20sample"
>

                 

         
<xs:element
 
name=
"request"
>

            
<xs:complexType>

               
<xs:sequence>

                  
<xs:element
 
name=
"header"
 
maxOccurs=
"unbounded"
>

                     
<xs:complexType>

                        
<xs:simpleContent>

                           
<xs:extension
 
base=
"xs:string"
>

                              
<xs:attribute
 
name=
"name"
 
type=
"xs:string"
 
use=
"required"
/>

                           
</xs:extension>

                        
</xs:simpleContent>

                     
</xs:complexType>

                  
</xs:element>

                  
<xs:element
 
name=
"body"
 
type=
"xs:anyType"
 
minOccurs=
"0"
/>

               
</xs:sequence>

               
<xs:attribute
 
name=
"method"
 
type=
"xs:string"
 
use=
"required"
/>

               
<xs:attribute
 
name=
"uri"
 
type=
"xs:anyURI"
 
use=
"required"
/>

            
</xs:complexType>

         
</xs:element>

         

         
<xs:element
 
name=
"response"
>

            
<xs:complexType>

               
<xs:sequence>

                  
<xs:element
 
name=
"header"
 
maxOccurs=
"unbounded"
>

                     
<xs:complexType>

                        
<xs:simpleContent>

                           
<xs:extension
 
base=
"xs:string"
>

                              
<xs:attribute
 
name=
"name"
  
use=
"required"
/>

                           
</xs:extension>

                        
</xs:simpleContent>

                     
</xs:complexType>

                  
</xs:element>

                  
<xs:element
 
name=
"body"
 
type=
"xs:anyType"
 
minOccurs=
"0"
/>

               
</xs:sequence>

               
<xs:attribute
 
name=
"status-code"
 
type=
"xs:anySimpleType"
 
use=
"required"
/>

               
<xs:attribute
 
name=
"response-phrase"
 
use=
"required"
/>

            
</xs:complexType>

         
</xs:element>

      
</xs:schema>

   
</types>

<!-- Abstract interfaces -->

   
<interface
 
name=
"RESTfulInterface"
>

      
<fault
 
name=
"ClientError"
 
element=
"tns:response"
/>

      
<fault
 
name=
"ServerError"
 
element=
"tns:response"
/>

      
<fault
 
name=
"Redirection"
 
element=
"tns:response"
/>

      
<operation
 
name=
"Get"
 
pattern=
"http://www.w3.org/ns/wsdl/in-out"
>

         
<input
 
messageLabel=
"In"
 
element=
"tns:request"
/>

         
<output
 
messageLabel=
"Out"
 
element=
"tns:response"
/>

      
</operation>

      
<operation
 
name=
"Post"
 
pattern=
"http://www.w3.org/ns/wsdl/in-out"
>

         
<input
 
messageLabel=
"In"
 
element=
"tns:request"
/>

         
<output
 
messageLabel=
"Out"
 
element=
"tns:response"
/>

      
</operation>

      
<operation
 
name=
"Put"
 
pattern=
"http://www.w3.org/ns/wsdl/in-out"
>

         
<input
 
messageLabel=
"In"
 
element=
"tns:request"
/>

         
<output
 
messageLabel=
"Out"
 
element=
"tns:response"
/>

      
</operation>

      
<operation
 
name=
"Delete"
 
pattern=
"http://www.w3.org/ns/wsdl/in-out"
>

         
<input
 
messageLabel=
"In"
 
element=
"tns:request"
/>

         
<output
 
messageLabel=
"Out"
 
element=
"tns:response"
/>

      
</operation>

   
</interface>

<!-- Concrete Binding Over HTTP -->

   
<binding
 
name=
"RESTfulInterfaceHttpBinding"
 
interface=
"tns:RESTfulInterface"
 

            
type=
"http://www.w3.org/ns/wsdl/http"
>

      
<operation
 
ref=
"tns:Get"
 
whttp:method=
"GET"
/>

      
<operation
 
ref=
"tns:Post"
 
whttp:method=
"POST"
 

                 
whttp:inputSerialization=
"application/x-www-form-urlencoded"
/>

      
<operation
 
ref=
"tns:Put"
 
whttp:method=
"PUT"
 

                 
whttp:inputSerialization=
"application/x-www-form-urlencoded"
/>

      
<operation
 
ref=
"tns:Delete"
 
whttp:method=
"DELETE"
/>

   
</binding>

   

<!-- Concrete Binding with SOAP-->

   
<binding
 
name=
"RESTfulInterfaceSoapBinding"
 
interface=
"tns:RESTfulInterface"
 

            
type=
"http://www.w3.org/ns/wsdl/soap"
 

            
wsoap:protocol=
"http://www.w3.org/2003/05/soap/bindings/HTTP/"

            
wsoap:mepDefault=
"http://www.w3.org/2003/05/soap/mep/request-response"
>

      
<operation
 
ref=
"tns:Get"
 
/>

      
<operation
 
ref=
"tns:Post"
 
/>

      
<operation
 
ref=
"tns:Put"
 
/>

      
<operation
 
ref=
"tns:Delete"
 
/>

   
</binding>

   

<!-- Web Service offering endpoints for both bindings-->

   
<service
 
name=
"RESTfulService"
 
interface=
"tns:RESTfulInterface"
>

      
<endpoint
 
name=
"RESTfulServiceHttpEndpoint"
 

                
binding=
"tns:RESTfulInterfaceHttpBinding"
 

                
address=
"http://www.example.com/rest/"
/>

      
<endpoint
 
name=
"RESTfulServiceSoapEndpoint"
 

                
binding=
"tns:RESTfulInterfaceSoapBinding"
 

                
address=
"http://www.example.com/soap/"
/>

   
</service>

</description>

```